# Amt Ludwigslust-Land
La comunità amministrativa di Ludwigslust-Land (Amt Ludwigslust-Land) si trova nel circondario di Ludwigslust-Parchim nel Meclemburgo-Pomerania Anteriore, in Germania.

## Suddivisione
Comprende 11 comuni:
1. Alt Krenzlin (745)
2. Bresegard bei Eldena (194)
3. Göhlen (567)
4. Groß Laasch (952)
5. Lübesse (703)
6. Lüblow (569)
7. Rastow (1 973)
8. Sülstorf (848)
9. Uelitz (491)
10. Warlow (488)
11. Wöbbelin (935)

Il capoluogo è Ludwigslust, esterna al territorio della comunità amministrativa.